# 1617
| 1617               |
| ------------------ |
| Dødsfald - Fødsler |
| • Begivenheder     |

| Gregoriansk kalender | 1617 MDCXVII            |
| Ab urbe condita      | 2370                    |
| Armensk kalender     | 1066 ԹՎ ՌԿԶ             |
| Kinesiske kalender   | 4313 – 4314 丙辰 – 丁巳 |
| Etiopisk kalender    | 1609 – 1610             |
| Jødisk kalender      | 5377 – 5378             |
| Hindukalendere       |                         |
| - Vikram Samvat      | 1672 – 1673             |
| - Shaka Samvat       | 1539 – 1540             |
| - Kali Yuga          | 4718 – 4719             |
| Iransk kalender      | 995 – 996               |
| Islamisk kalender    | 1026 – 1027             |

Konge i Danmark: Christian 4. 1588-1648.
Se også 1617 (tal)

## Begivenheder
- 12. oktober - Christian 4. udsteder en forordning imod "Troldfolck och deris Medvidere". Heri skelnes blandt andet mellem kloge folk og egentlige hekse

## Født
- 1. marts - Hugo Lützow, dansk amtmand (død 1693).
- 25. marts - Hans Hansen Osten, dansk krongodsforvalter og proviantskriver ved Københavns Slot (død 1672).
- 28. juni - Sophie Katharina af Slesvig-Holsten-Sønderborg, dansk-tysk prinsesse (død 1696).
- 6. august - Christoffer Gabel, dansk handelsmand og lensmand over Færøerne (død 1673).
- 23. december - Magdalena Sibylla af Sachsen,  prinsesse af Danmark fra 1634 til 1647 (død 1668).
- Helmuth Otto von Winterfeld, tysk adelsmand og dansk gehejmeråd (død 1694).

## Dødsfald
- 6. januar - Dorothea af Danmark, dansk prinsesse (født 1546).
- 25. september - Francisco Suárez, spansk, katolsk præst og skolastiker (født 1548).
- 23. november - Ahmed 1., sultan i Det Osmanniske Rige (født 1590).
- Esaias Compenius, tysk orgelbygger (født 1572).
- Pocahontas, datter af indianerhøvdingen Powhatan (født 1595).